# Franz Erhard Walther
Franz Erhard Walther (Fulda, 1939) es un escultor de objetos de tela y artista conceptual alemán, ganador del premio León de Oro como mejor artista por la Bienal de Arte de Venecia en 2017.

## Trayectoria
Estudió en la Escuela de Artes y Oficios de Offenbach y en la Academia de Bellas Artes de Frankfurt y de Dusseldorf.
En 1967 se mudó a Nueva York y en los años posteriores creó una propuesta artística a partir de la acción donde las personas tienen un papel fundamental, ya que como consecuencia de su participación se generan las esculturas las cuales en su mayoría están hechas con materiales textiles. En este sentido, sus esculturas son objetos para ser habitados por el cuerpo con el propósito de modificar su apariencia y significado, las cuales han sido denominadas como activaciones.
Su obra también abarca otros materiales y técnicas como el dibujo, la fotografía, videos e instalaciones.
En 1969, participó en la exposición Live in Your Head: When Attitudes Become Form en la Kunsthalle de Berna y también en Documenta en 1972, 1977, 1982 y 1987. Ha exhibido su obra en diferentes galerías y espacios museográficos a nivel internacional como el Museo Jumex, en el Museo Nacional Centro de Arte Reina Sofía, en el MoMa, en el Kunsthalle de Hamburgo, en Dia Beacon, entre otros.